# Alex Rasmussen
Alex Nicki Sylvester Rasmussen (* 9. Juni 1984 in Odense) ist ein ehemaliger dänischer Radrennfahrer, der auf Straße und Bahn aktiv ist. Er gilt als einer der erfolgreichsten Bahnradsportler Dänemarks in den 2000er Jahren.

## Sportlicher Werdegang
Alex Rasmussen belegte im Jahre 2000, im Alter von 16 Jahren, bei der dänischen Meisterschaft im Sprint der Junioren Rang drei. Ab 2001 holte er regelmäßig dänische Meistertitel; bis Ende 2015 wurde Alex Rasmussen mindestens 37-mal dänischer Meister in verschiedenen Disziplinen und Altersklassen im Bahnradsport, zwei Titel holte er auf der Straße.
2005 wurde Rasmussen in Los Angeles Weltmeister im Scratch-Rennen auf der Bahn. Im März 2007 belegte er mit dem dänischen Bahn-Vierer den dritten Platz bei der Bahn-WM in Palma in der Mannschaftsverfolgung: Dies war nach 14 Jahren (WM-Bronze 1993) die erste Medaille für einen dänischen Vierer bei Weltmeisterschaften. Im selben Jahr wurde er dänischer Straßenmeister.
Bei den Olympischen Spielen 2008 in Peking errang Alex Rasmussen die Silbermedaille mit dem dänischen Bahn-Vierer und belegte einen sechsten Platz im Zweier-Mannschaftsfahren. 2010, bei den Bahnweltmeisterschaften in Ballerup bei Kopenhagen, wurde Rasmussen zum zweiten Mal Weltmeister im Scratch. Bei den UCI-Bahn-Weltmeisterschaften 2014 wurde er gemeinsam mit Casper von Folsach, Lasse Norman Hansen und Rasmus Christian Quaade Vize-Weltmeister in der Mannschaftsverfolgung.
Ende 2016 beendete Rasmussen seine aktive Radsportlaufbahn.

## Dopingsperre
Im September 2011 wurde Rasmussen aufgrund von drei Verstößen gegen die Meldeauflagen innerhalb von 18 Monaten von seinem Team HTC-Highroad fristlos entlassen; auch seine künftige Mannschaft Team Garmin-Cervélo entfernte ihn aus ihrem Aufgebot für 2011. Er selbst erklärte die vermissten Tests mit „Schludrigkeit“. Kurzfristig wurde er aus dem dänischen Nationalteam für die Weltmeisterschaften 2011 genommen; dann jedoch stellte der dänische Verband das Verfahren gegen Rasmussen ein, da er nicht fristgemäß über die Vorwürfe gegen ihn informiert worden sei. Der Weltradsportverband UCI legte dagegen Widerspruch ein. Am 4. Juli 2012 wurde er durch den CAS nachträglich für 18 Monate gesperrt. Die Sperre galt vom 1. Oktober 2011 bis 31. März 2013, weshalb Rasmussen nicht bei den Olympischen Spielen in London starten konnte. Sein Vertrag mit Garmin-Sharp wurde daraufhin aufgelöst. Nach Ablauf seiner Sperre kehrte er zu Garmin-Sharp zurück.

## Privates
Alex Rasmussen ernährt sich vegan. Sein Vater ist Claus Rasmussen, der bei den Olympischen Spielen 1984 in Los Angeles im 1000-Meter-Zeitfahren Platz 15 belegte.

## Erfolge
| 2001 - Dänischer Meister (Elite) – 1000-Meter-Zeitfahren, Mannschaftsverfolgung (mit Mads Christensen, Morten Voss Christiansen und Dennis Rasmussen) - Dänischer Meister (Junioren) – Sprint, 1000-Meter-Zeitfahren, Mannschaftsverfolgung (mit Mikkel Kristensen, Jakob Dyrgaard und Mads Christensen) 2002 - Junioren-Weltmeisterschaft – Scratch - Dänischer Meister (Elite) – 1000-Meter-Zeitfahren - Dänischer Meister (Junioren) – Sprint, 1000-Meter-Zeitfahren, Punktefahren, Mannschaftsverfolgung (mit Casper Jørgensen, Kasper Linde Jørgensen und Jakob Dyrgaard) 2003 - Bahn-Europameisterschaften (U23) – Scratch - Dänischer Meister (Elite) – 1000-Meter-Zeitfahren, Mannschaftsverfolgung (mit Casper Jørgensen, Michael und Jakob Dyrgaard) - Dänischer Meister (U23) – Einerverfolgung 2004 - Europameister (U23) – Scratch - Europameisterschaft (U23) – Zweier-Mannschaftsfahren (mit Michael Berling) - Dänischer Meister (Elite) – 1000-Meter-Zeitfahren, Einerverfolgung, Zweier-Mannschaftsfahren (mit Michael Berling), Mannschaftsverfolgung (mit Michael Berling, Casper Jørgensen und Jakob Dyrgaard) - Dänischer Meister (U23) – Einerverfolgung 2005 - Weltmeister – Scratch - Europameisterschafter (U23) – Scratch, Madison (mit Michael Mørkøv) - Dänischer Meister (Elite) – Einerverfolgung, 1000-Meter-Zeitfahren, Punktefahren, Mannschaftsverfolgung (mit Michael Berling, Casper Jørgensen und Jakob Dyrgaard ), Zweier-Mannschaftsfahren (mit Michael Mørkøv) - Dänischer Meister (U23) – Einerverfolgung 2006 - Bahnrad-Weltcup 2005/06 Sydney – Madison (mit Michael Mørkøv), Mannschaftsverfolgung (mit Casper Jørgensen, Jens-Erik Madsen und Michael Mørkøv) - Dänischer Meister (Elite) – Einerverfolgung, 1000-Meter-Zeitfahren 2007 - Weltmeisterschaft – Mannschaftsverfolgung (mit Casper Jørgensen, Jens-Erik Madsen und Michael Mørkøv) - Dänischer Meister (Elite) – Einerverfolgung - Bahnrad-Weltcup 2006/07 Los Angeles – Madison (mit Michael Mørkøv) - Sechstagerennen von Bordeaux (mit Michael Mørkøv) - Sechstagerennen von Grenoble (mit Michael Mørkøv) 2008 - 2000 – Mannschaftsverfolgung (mit Michael Mørkøv, Casper Jørgensen, Jens-Erik Madsen und Michael Færk Christensen) - – Mannschaftsverfolgung (mit Casper Jørgensen, Jens-Erik Madsen und Michael Færk Christensen) - Bahnrad-Weltcup 2007/08 Gesamtwertung und Lauf in Kopenhagen – Zweier-Mannschaftsfahren (mit Michael Mørkøv) - Dänischer Meister – Einerverfolgung, Zweier-Mannschaftsfahren (mit Michael Mørkøv), - Sechstagerennen von Grenoble (mit Michael Mørkøv) 2009 - Weltmeister – Mannschaftsverfolgung (mit Casper Jørgensen, Jens-Erik Madsen und Michael Færk Christensen), Zweier-Mannschaftsfahren (mit Michael Mørkøv) - Dänischer Meister – Zweier-Mannschaftsfahren (mit Michael Mørkøv) - Sechstagerennen von Kopenhagen (mit Michael Mørkøv) - Sechstagerennen von Gent (mit Michael Mørkøv) 2010 - Weltmeister – Scratch - Dänischer Meister – Zweier-Mannschaftsfahren (mit Michael Mørkøv) - Sechstagerennen von Berlin (mit Michael Mørkøv) - Sechstagerennen von Kopenhagen (mit Michael Mørkøv) - Sechstagerennen von Fiorenzuola d’Arda (mit Michael Mørkøv) 2011 - Dänischer Meister – Zweier-Mannschaftsfahren (mit Michael Mørkøv) - Sechstagerennen von Kopenhagen (mit Michael Mørkøv) 2014 - Weltmeisterschaft – Mannschaftsverfolgung (mit Casper von Folsach, Lasse Norman Hansen und Rasmus Christian Quaade) 2015 - Bremer Sechstagerennen mit Marcel Kalz - Sechstagerennen Kopenhagen mit Michael Mørkøv 2016 - Sechstagerennen Kopenhagen (mit Jesper Mørkøv) | 2005 - eine Etappe Stuttgart–Straßburg 2006 - Gesamtwertung und zwei Etappen Tour de Berlin 2007 - Dänischer Meister – Straßenrennen 2008 - Etappensieger Ronde de l’Oise - Prolog und drei Etappen Tour of Qinghai Lake 2010 - zwei Etappen Quatre Jours de Dunkerque - Grand Prix Herning - eine Etappe Andalusien-Rundfahrt 2011 - Mannschaftszeitfahren Giro d’Italia - TD Bank International Championship 2012 - Mannschaftszeitfahren Giro d’Italia 2013 - eine Etappe Bayern-Rundfahrt 2014 - zwei Etappen Dookoła Mazowsza |

## Teams
- 2007 Odense Energi
- 2008 Team Designa Køkken
- 2009 Team Saxo Bank
- 2010 Team Saxo Bank
- 2011 HTC-Highroad (bis 15. September)
- 2012 Garmin-Sharp (bis 31. Juli)
- 2013 Garmin Sharp (ab 19. März)
- 2014 Riwal Platform Cycling Team
- 2015 Team TreFor-Blue Water
- 2016 Team ColoQuick